# 1914 a tudományban
Az 1914. év a tudományban és a technikában.

## Díjak
- Nobel-díjak
  - Fizikai Nobel-díj: Max von Laue
  - Fiziológiai és orvostudományi Nobel-díj: Bárány Róbert
  - Kémiai Nobel-díj: Theodore William Richards

## Csillagászat
- A Jupiter Sinope nevű holdjának felfedezése

## Fizika
- James Franck és Gustav Hertz német fizikusok elvégzik a Franck–Hertz-kísérletet a berlini egyetemen

## Születések
- február 5. – Alan Lloyd Hodgkin Nobel-díjas angol fiziológus, biofizikus († 1998)
- február 22. – Renato Dulbecco megosztott Nobel-díjas olasz-amerikai orvos, virológus († 2012)
- május 19. – Max Perutz megosztott Nobel-díjas osztrák-brit molekuláris biológus († 2002)
- június 30. – Vlagyimir Cselomej ukrán, szovjet mérnök, tudós, repülőgép- és rakéta-tervező († 1984)
- október 6. – Thor Heyerdahl norvég utazó († 2002)
- október 28. – Jonas Edward Salk amerikai orvostani kutató; virológus, a járványos gyermekbénulás elleni vakcina kifejlesztője († 1995)
- november 8. – George Dantzig amerikai matematikus, a lineáris programozás egyik úttörője, a szimplex módszer megalkotója († 2005)

## Halálozások
- március 12. – George Westinghouse amerikai mérnök, feltaláló, nagyiparos, többek között a Westinghouse-fék feltalálója (* 1846)
- április 16. – George William Hill csillagász, matematikus, a matematikai asztronómia előfutára (* 1838)
- április 26. – Eduard Suess osztrák geológus, paleontológus (* 1831)
- július 20. – Wartha Vince magyar kémikus, műegyetemi tanár, a Magyar Tudományos Akadémia tagja (* 1844)
- szeptember 25. – Theodore Nicholas Gill amerikai ichthyológus, mammalógus, a puhatestűek kutatója (* 1837)
- november 5. – August Weismann német zoológus, evolúcióbiológus, „ő mutatta ki, hogy a kromoszómák adják tovább az örökletes információkat” (* 1834)
- december 27.– Herman Ottó magyar természetkutató, zoológus (ornitológus, ichthyológus, arachnológus), néprajzkutató, régész.. Az utolsó magyar polihisztornak és a madarak atyjának is nevezték (* 1835)
- december 27.– Charles Martin Hall amerikai kémikus, feltaláló, üzletember, az alumínium-gyártás (Hall–Héroult-eljárás) kidolgozója (* 1863)